# Dăržavno părvenstvo po futbol 1926
Il Dăržavno părvenstvo po futbol 1926 fu la terza edizione della massima serie del campionato bulgaro di calcio concluso (alla quarta ripetizione della partita) il 7 aprile 1927 con la vittoria del Vladislav Varna, al suo secondo titolo consecutivo.

## Formula
Venne disputata una fase regionale in cui ognuno dei tredici raggruppamenti (okražni sportni oblasti) organizzò un proprio campionato con la vincente qualificata alla fase nazionale.
Due province non terminarono il proprio girone entro il tempo imposto dalla federazione e le partecipanti alla fase finale furono pertanto undici.
La competizione nazionale si svolse ad eliminazione diretta con gare di sola andata.

## Squadre partecipanti
| Squadra              | Città          | Stadio | Federazione regionale |
| -------------------- | -------------- | ------ | --------------------- |
| Vladislav Varna      | Varna          |        | Varna                 |
| Sokol Šumen          | Šumen          |        | Šumen                 |
| Levski Ruse          | Ruse           |        | Ruse                  |
| FK Etăr              | Veliko Tărnovo |        | Tărnovo               |
| Non terminato        |                |        | Pleven                |
| Orel Vraca           | Vraca          |        | Vraca                 |
| Non terminato        |                |        | Lom                   |
| Slavia Sofia         | Sofia          |        | Sofia                 |
| Levski Dupnica       | Dupnica        |        | Kjustendil            |
| Botev Pazardžik      | Pazardžik      |        | Plovdiv               |
| Borislav Borisovgrad | Borisovgrad    |        | Haskovo               |
| Beroe Stara Zagora   | Stara Zagora   |        | Stara Zagora          |
| Čegan Burgas         | Burgas         |        | Primorsko             |

## Fase finale

### Primo turno
| Squadra 1       | Risultato | Squadra 2            |
| --------------- | --------- | -------------------- |
| Sokol Šumen     | 6 - 0     | FK Etăr              |
| Slavia Sofia    | 9 - 1     | Levski Dupnica       |
| Botev Pazardžik | 4 - 0     | Beroe Stara Zagora   |
| Čegan Burgas    | 4 - 1     | Borislav Borisovgrad |

### Secondo turno
| Squadra 1       | Risultato | Squadra 2    |
| --------------- | --------- | ------------ |
| Vladislav Varna | 9 - 0     | Čegan Burgas |
| Levski Ruse     | 1 - 0     | Sokol Šumen  |
| Botev Pazardžik | 5 - 1     | Orel Vraca   |

### Semifinali
| Squadra 1       | Risultato | Squadra 2    |
| --------------- | --------- | ------------ |
| Vladislav Varna | 5 - 1     | Levski Ruse  |
| Botev Pazardžik | 2 - 6     | Slavia Sofia |

### Finale
La finale venne disputata a Sofia il 26 agosto 1926 e terminò 1-1. Come da regolamento fu disposta la ripetizione il giorno seguente, ma non si presentò l'arbitro. Il Vladislav si rifiutò di giocare con l'arbitro di riserva e in un primo momento fu proclamato campione lo Slavia. A seguito della vittoria del ricorso presentato dalla squadra di Varna la federazione stabilì di rigiocare la partita il 26 dicembre 1926, ma la federazione regionale di Sofia proibì allo Slavia di disputare la finale. Dopo altri tentativi di accordi si decise di giocare il 7 aprile 1927 e di fronte ad un nuovo rifiuto la federazione assegnò la vittoria a tavolino e il titolo allo Vladislav Varna.
| Sofia 7 aprile 1927 | Slavia Sofia | 0 – 3 | Vladislav Varna |  |

## Verdetti
- Vladislav Varna Campione di Bulgaria